# Талыбов, Вугар Ялчын оглы
Вугар Ялчын оглы Талыбов (азерб. Vüqar Yalçın oğlu Talıbov; род. 11 августа 2003, Нижневартовск, Тюменская область) — азербайджанский дзюдоист, член сборной Азербайджана по дзюдо, победитель юношеских Олимпийских игр 2018 года, двукратный призёр турниров Большого шлема (2024), вице-чемпион Азербайджана (2023).

## Биография
Вугар Талыбов родился 11 августа 2003 года в городе Нижневартовск в семье выходцев из Уджарского района Азербайджана. Когда Вугару было 4 года, семья вернулась обратно в Азербайджан, но в город Баку.
В 2018 году Вугар Талыбов стал победителем летних юношеских Олимпийских игр в Буэнос-Айресе, одолев в финале россиянина Абрека Нагучева. В мае этого же года выиграл золото на Кубке Европы среди юношей в Коимбре, а в 2019 году — серебро на  XV Европейском юношеском олимпийском фестивале в Баку, уступив в финале итальянцу Луиджи Сентрачио. В сентябре 2019 года Талыбов завоевал бронзу на чемпионате мира среди юношей в Алмате.
В сентябре 2022 года завоевал титул чемпиона Европы среди юниоров в Праге, победив в финале Ивана Кутенкова с Украины. В июне 2023 года Талыбов в составе мужской сборной Азербайджана по дзюдо принимал участие на III Европейских играх в Кракове. В июле 2023 года одержал победу на юниорском Кубке Европы в 2023 году. В сентябре 2023 года завоевал серебро на молодёжном чемпионате Европы в Гааге. В октябре 2023 года Вугар Талыбов завоевал серебро на юниорском чемпионате мира в португальском Одивелаше, проиграв в финале японцу Комею Кавабате. В декабре 2023 года Талыбов выиграл серебро на чемпионате Азербайджана, уступив в финале Эльджану Гаджиеву.
В феврале 2024 года Талыбов выиграл бронзовую медаль на турнире Большого шлема в Баку. В марте 2024 года на турнире Большого шлема в Тбилиси в первой же схватке проиграл действующему олимпийскому чемпиону Лаше Бекаури из Грузии. В конце ме же месяца Талыбову удалось дойти до финала турнира Большого шлема в турецкой Анталье, где он уступил японцу Санширо Мурао.
В мае 2025 года выиграл серебро турнира Большого шлема в Душанбе, уступив в финале своему сокоманднику Эльджану Гаджиеву.